# Rock in Rio Lisboa I
Rock in Rio Lisboa I foi a primeira edição do Rock in Rio Lisboa, tendo ocorrido em 2004. Embora o festival tenha uma ligeira mudança de nome, manteve a mesma estrutura que as edições brasileiras. Uma cidade inteira do Rock foi erguida no Parque da Bela Vista, com um grande palco central e várias tendas onde artistas diferentes executariam simultaneamente.
Em 6 dias de festival, o Parque da Bela Vista reuniu 386,3 mil pessoas e a repercussão foi muito positiva, com aproximadamente 60 países a assistirem ao evento.
Nos 260 mil metros quadrados do Parque da Bela Vista, foram montados o Palco Mundo (palco principal), a Tenda Raízes, a Tenda Mundo Melhor e a Tenda Eletrónica. Subiram aos palcos bandas portuguesas, grupos brasileiros e bandas internacionais consagradas, num total superior a 70 atrações e mais de 120 horas de espetáculos. O evento atraiu mais de 700 jornalistas, que faziam a cobertura diária do evento, tendo gerado 10 mil empregos diretos e 15 mil empregos indiretos.
O Rock in Rio Lisboa 2004 teve como objetivo a ajuda social, tendo sido arrecadados 660 mil euros para a instituição Plan International-Childreach.

## Atrações
| - 28/05 - Paul McCartney - 29/05 - Peter Gabriel - Ben Harper - Jet - Gilberto Gil - Rui Veloso - 30/05 - Foo Fighters - Evanescence - Kings of Leon - Charlie Brown Jr. - Xutos & Pontapés - 4/06 - Metallica - Incubus - Slipknot - Sepultura - Moonspell | - 5/06 - Britney Spears - Black Eyed Peas - Daniela Mercury - Sugababes - João Pedro Pais - Nuno Norte - 6/6 - Sting - Alicia Keys - Pedro Abrunhosa - Alejandro Sanz - Ivete Sangalo - Luís Represas |